# Bùi Đức Hạnh (nhạc sĩ)
Bùi Đức Hạnh sinh ngày 8 tháng 8 năm 1931 tại Thuỷ Nguyên, Hải Phòng, là nhạc sĩ, nhà nghiên cứu chèo Việt Nam. Ông được phong danh hiệu Nghệ sĩ ưu tú và sau đó được tặng Giải thưởng Nhà nước về Văn học Nghệ thuật vào năm 2012. Bài hát nổi tiếng nhất của ông được sáng tác vào năm 1957 là Tình ca Tây Bắc.

## Tiểu sử
Bùi Đức Hạnh sinh ngày 8 tháng 8 năm 1931 tại Thuỷ Nguyên, Hải Phòng.
Từ năm 1952, Bùi Đức Hạnh là diễn viên hát kiêm nhạc công của Đoàn Văn công Trung ương trên chiến khu Việt Bắc. Năm 1957, ông tham gia xây dựng Đoàn Ca Múa khu trị Thái - Mèo, và bài hát đầu tay Tình ca Tây Bắc cũng ra đời từ đó.
Năm 1958, ông cùng 4 nghệ sĩ khác là: Trần Bảng, Hoàng Kiều, Hà Văn Cầu và Hồ Ngọc Cẩn, cùng 4 nghệ nhân lão thành là: Trùm Thịnh, Cả Tam, Lý Mầm, Năm Ngũ hợp nhau lại lập nên Ban nghiên cứu Chèo. Sau đó ông học nghiên cứu nhạc chèo thuộc ban Sáng tác Nhạc viện Hà Nội khoá học 1964 - 1968.
Năm 1988, ông giữ chức vụ Phó Giám đốc Nhà hát Chèo Việt Nam; từ năm 1993, làm Giám đốc Nhà hát và về nghỉ hưu vào năm 1996. Có thời gian ông làm Uỷ viên Ban chấp hành Hội nghệ sĩ Sân khấu Việt Nam.

## Sự nghiệp
Năm 1957, bài hát đầu tay Tình ca Tây Bắc ra đời lúc ông công tác ở Đoàn Ca Múa khu trị Thái - Mèo. Với bài hát được nhiều người yêu thích này, ông từng được mệnh danh là "nhạc sĩ của một bài". Sau Tình ca Tây Bắc, ông còn viết một số ca khúc (và đã xuất bản Tuyển chọn ca khúc Bùi Đức Hạnh), nhưng không có ca khúc nào vượt được bài hát đầu tiên này.
Đạo diễn Hà Quốc Minh- Phó Giám đốc Nhà hát Chèo Việt Nam
Công việc chính suốt đời của ông vẫn là nghiên cứu chèo. Dấu ấn đậm nét nhất mà Bùi Đức Hạnh để lại là những công trình nghiên cứu công phu về chèo. Đó là các cuốn sách: Tìm hiểu âm nhạc sân khấu chèo, 150 làn điệu chèo cổ... Trong đó, cuốn 150 làn điệu chèo cổ dày 618 trang đã có mặt tại khắp các đoàn chèo trên cả nước. Đến nay, Bùi Đức Hạnh vẫn là người đầu tiên và duy nhất chuyên ghi nhạc cho các làn điệu chèo qua cuốn sách 150 làn điệu chèo cổ, người không thân thiết với chèo cũng có thể nhìn bản nhạc mà hát được. Trước đây nhà nghiên cứu Hoàng Kiều cũng có cuốn sách Tìm hiểu các làn điệu chèo cổ nhưng không ghi nhạc mà chỉ có phần lời.
Ông còn là nguyên nhân dẫn đến nhiều tháng ngày tranh luận giữa những người ủng hộ cách tân chèo và những người muốn giữ nguyên gốc chèo cũ. Sau khi chứng kiến sức sống của những vở chèo như Hồ Xuân Hương, Nàng Sita, Hồn Trương Ba, Hoàng hậu Ba Tư được ông viết lời cải biên, hiện Bùi Đức Hạnh được khẳng định là một nghệ sĩ có công lớn với làng chèo Việt Nam hiện đại.
Ông cũng đã sáng tác nhiều ca khúc mới cải thiện từ các làn điệu chèo cho các vở chèo mới. Ông viết nhạc cho gần một trăm vở chèo, múa rối, cải lương, kể cả nhạc phim. Trong các Hội diễn sân khấu toàn quốc, phần âm nhạc của một số vở diễn do ông viết đã được trao huy chương vàng và bạc.
Mặc dù nghỉ hưu đã lâu nhưng ông vẫn viết kịch bản, soạn lời cho các vở chèo được các nhà hát đặt hàng. Chẳng hạn, tại Liên hoan sân khấu chèo toàn quốc năm 2013 ở Quảng Ninh, vở diễn Nắng quái chiều hôm được ông chuyển thể chèo từ kịch bản của Đăng Chương hoặc tham gia dựng vở chèo cổ Trinh Nguyên cho Nhà hát chèo Bắc Giang, năm 2021.
Ông được phong danh hiệu Nghệ sĩ ưu tú và được tặng Giải thưởng Nhà nước về Văn học Nghệ thuật vào năm 2012 với các tác phẩm: ca khúc Tình ca Tây Bắc, tác phẩm khí nhạc Tổng phổ Âm nhạc vở chèo Cô Son và sách biên soạn, tư liệu, sưu tầm 150 làn điệu chèo cổ.

## Tác phẩm chính

### Ca khúc
- Tình ca Tây Bắc (1957)

### Chèo
- Cô Son
- Nàng Si-ta
- Hoàng hậu Ba Tư

### Tuyển tập
- Tuyển chọn ca khúc Bùi Đức Hạnh, Album Audio tác giả - Hội Nhạc sĩ Việt Nam và Nhà xuất bản Âm nhạc, 1997

### Sách
- Tìm hiểu âm nhạc sân khấu chèo
- 150 làn điệu chèo cổ (Nhà xuất bản Văn hoá dân tộc - 2006)

## Vinh danh
- Nghệ sĩ ưu tú
- Giải thưởng Nhà nước về Văn học Nghệ thuật năm 2012